# Podzameczek
Podzameczek, dawniej Podzamek (ukr. Підзамочок, Pidzamoczok) – wieś na Ukrainie, w rejonie czortkowskim obwodu tarnopolskiego. W 2001 roku liczyła 1541 mieszkańców. Przez wieś przebiega droga krajowa N18.

## Historia
W 1862 działała w Podzameczku szkoła trywialna, która wchodziła w skład buczackiego szkolnego dystryktu. Aleksander Matuszewski pracował w owej szkole jako nauczyciel.
W 1902 roku właścicielami tabularnymi we wsi Podzameczek byli hrabiowie Emil, Artur i Oskar Potoccy.
Po zakończeniu I wojny światowej, od listopada 1918 roku do lipca 1919 roku Podzameczek znajdował się w Zachodnioukraińskiej Republice Ludowej.
W II Rzeczypospolitej miejscowość była siedzibą gminy wiejskiej Podzameczek w powiecie buczackim województwa tarnopolskiego. 
W 1931 r. wieś liczyła 2155 mieszkańców, wśród których 90% to Polacy.  W latach 1939–1943 nacjonaliści ukraińscy z OUN-UPA zamordowali 9 Polaków.
Od 1950 wieś jest siedzibą rady wiejskiej.

## Zabytki
- Zamek w Podzameczku[7]
- figury:
  - św. Antoniego Padewskiego (1809)
  - Najświętszej Panny Marii (1905, odnowiony w roku 1990).

## Urodzeni
- Ludwik Rutyna – polski duchowny rzymskokatolicki, działacz kresowy
- Stanisław Tabisz – polski dowódca wojskowy, major artylerii Wojska Polskiego, adwokat, działacz ruchu ludowego, członek Związku Walki Zbrojnej.
- Piotr Dudzic – ułan 9 Pułk Ulanów Małopolskich 1931-39, POW, później II Armia WP
- Władysław Krupiarz (1927-1996) – inżynier, działacz NSZZ „Solidarność” i Fundacji im. Brata Alberta[8].

## Związani
- Józef Magnowski – nauczyciel (m.in. w 1926[9])